# Zhang Huoding
Zhāng Huódīng, (förenklad kinesiska; 張火丁), född i Baicheng, Jilin  år 1971, är en av Kinas mest berömda pekingopera-artister.  Hon studerade vid Chens skola. 
Zhang Huoding skolades från 1986 i Qingyitraditionen vid Chens skola för Pekingopera.  Opera har varit hennes stora intresse redan som barn. Hon började studera Pekingopera vid 15 års ålder och kom till Beijing för att söka jobb. Hennes första lärare var då Wang Lanxiang. 
År 1993 var Zhang Huoding formellt sett lärling till Zhao Rongshen, som tog över Chens skola för Pekingopera, och denne var tillika Chens siste student. Metoden för att lära sig vid Chens skola har varit att lära sig pjäserna direkt från läromästaren, såsom "Tårar i Ödemarken", "Handväskan som kunde fånga Enhörningar", "Wenji tillbaka till Hàn", "Eldig Springare med Röd Man" och "En dröm under Skottårets vår". Dessutom lärs med systematik ut hur man skall artikulera, uttala och hantera sångregistret, liksom scenisk framställning. Det är denna skola Zhang Huoding tillhör. 